# Храм Блаженної Ксенії Петербурзької (Вінниця)
Храм Блаженної Ксенії Петербурзької  — парафіяльна церква у Вінниці. Парафія належить до УПЦ (Мп). Межа на честь святих Царських мучеників у мальовничому районі міста Вінниці.
Перебудована із дореволюційної насосної станції. Якщо сама церква досить типова, то в дзвіниці виразно простежуються форми водокачки

## Розташування
Храм знаходиться в мальовничому та затишному місці, півострові Бригантина, на лівому березі Бугу навпроти району Кумбари, та через річку Південий Буг від району Єрусалимка. Храм стоїть на території колишнього клубу юних моряків «Бригантина».
На території церкви облаштований квітковий сад, є лавки для відпочинку.

## Історія Будівлі
Проєкт водогону з’явився у 1904 році. Передбачався забір води через трубу з середини Південного Бугу, яка перекачувалась до відстійника через щільну залізну сітку для усунення домішок та бруду. Після відстоювання, воду фільтрували крізь тришаровий піщаний фільтр площею 42 м². Очистка води передбачалась примитивна. У ті часи в Європі для очистки води вже застосовували хлор, озон та інші компоненти.
До будівництва повернулися у грудні 1910 року. Міська управа підписала угоду з купцями Ремером, Неером і Зіскіндом, які виступили підрядниками спорудження водогону у Вінниці. Вартість проекту – 143 тисячі рублів. Термін введення в експлуатацію – 1 листопада 1911 року. Втім, водогон запрацював лише через рік, у 1912 році. Потужність станції, яку було побудовано на Бригантині, складала 60 тисяч відер або 600 м³ за добу (як й планувалося по проєкту). Мережею водогону, який проклали на дні річки Південний Буг, воду подавали у водонапірну вежу.
До 1912 року на півострові нічого не будували, поки не побудували водопровідну станцію. На честь цього теперішню вулицю В’ячеслава Чорновола перейменували на Водонапірний бульвар (1911-1915 роки), а до цього ця вулиця мала назву Північна алея. До самої “водокачки” йшла сьогоднішня вулиця Академіка Янгеля, нині закінчується біля берега річки Тяжилівка.
Окупаційна влада більшовиків продовжила експлуатацію водогону без зупинки на ремонт до 1928 року, чим вичерпала весь його технічний потенціал. Саме тому зупинка на ремонт тривала цілих п’ять років – знов він був запущений лише в 1933-ому році, збільшивши після модернізації свою потужність в п’ять разів, яка склала до 3-х  тисяч м³ води на добу. Населення міста на той час складало 75 тисяч осіб. Наприкінці 1930-х років перший вінницький водоканал припинив свою роботу. 
Коли у Вінниці з’явився Хімзавод, він потребував багато води. Саме тому згадали за старий водоканал на півострові. Його обладнали новими потужними насосами, які розміщувались в приміщенні спеціально збудованої водокачки. В 70-ті роки проблему води для ТЕЦ хімкомбінату вдалося оптимізувати і частину потужностей перестали використовувати. 
В 1970-х роках капітан другого рангу у відставці Андрій Захарченко організував клуб юних моряків і дав йому назву “Бригантина”. На той час майбутній депутат Вінницької міської ради у 2000-х роках Олександр Парвадов займав посаду другого секретаря в міському комітеті ЛКСМУ. Ці дві особи звернулися до тодішнього директора Хімпрому Івана Худолія (Бригантина була ще на балансі заводу) з пропозицією на звільненій території водокачки створити літній військово-патріотичний табір для школярів. Вони також запропонували використати старі річкові шхуни, установивши їх на березі поблизу, як класи для занять та відпочинку. Директор дав на це добро. 
Андрій Захарченко та Олександр Парвадов вирішили ще написати листа до командування Чорноморського флоту з проханням прислати їм якийсь списаний корабель для наочного вивчення судноплавної справи. Командувач Чорноморського флоту адмірал Микола Ховрін присилає у Вінницю телеграму, в які повідомляє, що на станцію Вінниця трьома залізничними платформами відправлено справжній діючий водолазний бот. Мобілізувавши потужності вінницьких підприємств, груз було знято з залізничних платформ на спеціально зварені металеві санки. В них впрягли потужні тягачі “Кіровець” та інші.
Корабель отримав нове ім’я – “Піонер України” і 3 роки він ходив по Бугу. На ньому проходили практику юні майбутні матроси. Потім його витягли на берег і закріпили. У ньому зробили ще одну лекційну залу. До кінця існування радянського союзу клуб працював. Члени цього клубу носили форму військових моряків. Таким чином за півостровом закріпилась назва клубу юних моряків — «Бригантина».

## Історія Церкви
Літом 2000 року від Різдва Христового з благословення Високопреосвященнішого Макарія (Свистун) (2007), Архієпископа Вінницького та Могилів-Подільського, було створено громаду святої блаженної Ксенії Петербурзької у місті Вінниці.
Для храму було обрано двоповерхову будівлю 1911 року на березі Південного Бугу. У той час воно порожнє, і було безгоспним. Будівлю було обрано не випадково. За словами старожилів, колись поруч із цим місцем була каплиця. На запит громади до міської адміністрації було отримано відповідь, що будівля є безхазяйною, проте дозвіл на використання її громадою тоді ще мерія не давала. Пізніше архітектор Танасійчук розробив і затвердив проект майбутнього храму. Храм побудували на дві частини - основна (верхній) на честь блаженної Ксенії Петербурзької і друга (нижня) в честь святих Царствених мучеників. Також побудували дзвіницю з хрестильною, з'єднаною з храмом галереєю. 6 лютого 2000 року в день пам’яті блаженної Ксенії був відслужений перший молебень святий, на якому були присутні всі члени громади. 
23 травня 2000 року у день пам’яті св. ап. Симона Зілота була відслужена перша літургія, яку звершив настоятель храму священик Сергій Наваліхін та голова громади священик Олексій Наваліхін. На третє престольне свято 6 Лютого 2002 року було запрошено Високопреосвященніший Архієпископ Макарій. Відвідування архієреєм приходу завжди є дуже важливою подією, і це було справжнє свято – вперше в храмі відбувалося архієрейське богослужіння. Служило вісім священиків.
Значущою подією з життя парафії стала закладка каменю під будівництво вівтаря Високопреосвященнішим Митрополитом Макарієм. Було це 21 жовтня 2002 року під місце, де нині перебуває престол, була закладена частка мощей святого Климента папи Римського. Після урочистої закладки було розпочато будівництво вівтаря. І вже Різдвяна служба 2003 року відбувалася у новозбудованому вівтарі. Водночас було збудовано притвор.
Влітку 2005 року розпочалася реконструкція даху храму. Дах був повністю перероблений і перекритий. І у 2006 році було встановлено куполи з хрестами.
Восени 2006 року розпочалося будівництво дзвіниці біля храму. До Великодня 2007 року будівлю дзвіниці було збудовано та увінчано хрестом на довгому витягнутому шпилі. Далі почалося внутрішнє та зовнішнє оздоблення дзвіниці. А у червні цього ж року був привезений набір із п’яти дзвонів (мала дзвіниця). Найбільший дзвін важить 100 кг.
В ніч з 1 на 2 серпня 2016 року храм на честь святої блаженної Ксенії Петербурзької міста Вінниця було пограбовано. Завдяки оперативності правоохоронців грабіжника було затримано вже о 5-й ранку. Крадієм виявився 19-річний мешканець Погребищенського району, який вже мав умовну судимість.

## Святині Храму
- Ікона святих преподобних Старців Оптинських з частинками їх мощей;
- Ікон святителя Митрофана Воронезького з частинкою мощей;
- Ікон святителя Тихона Задонського з часткою мощей;
- Ікона преподобних Олександри, Марфи та Олени Дівєєвських з частинками їх мощей;
- Хрест з частинками Животворного Хреста Господнього, Віфлеємської Печери, Гробу Господнього та частинкою Голгофи.

## Адреса
Вінниця, вул. В'ячеслава Чорновола, 2а. Контакти: моб. телефон настоятеля 067 704 27 68

## Галерея

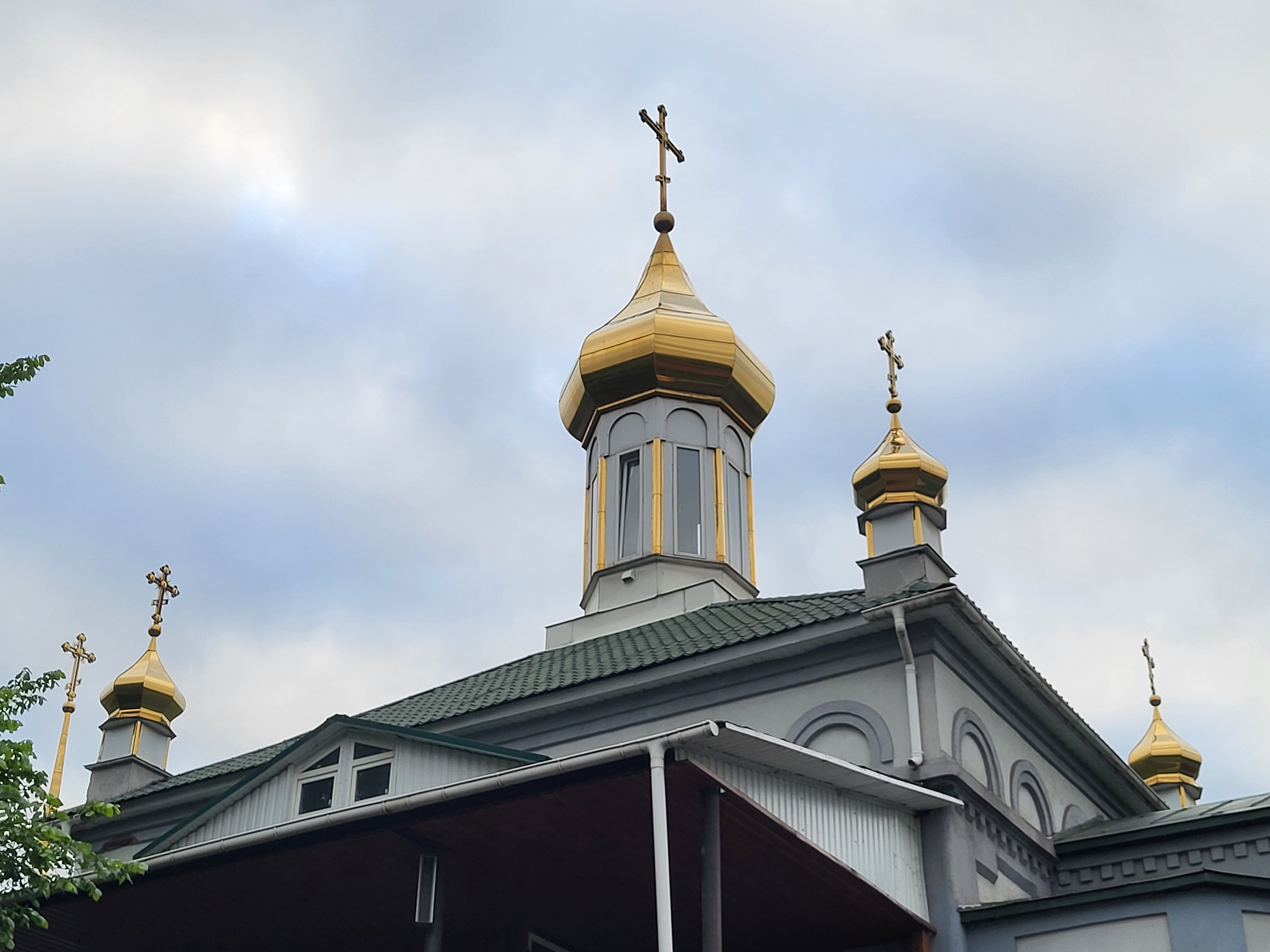
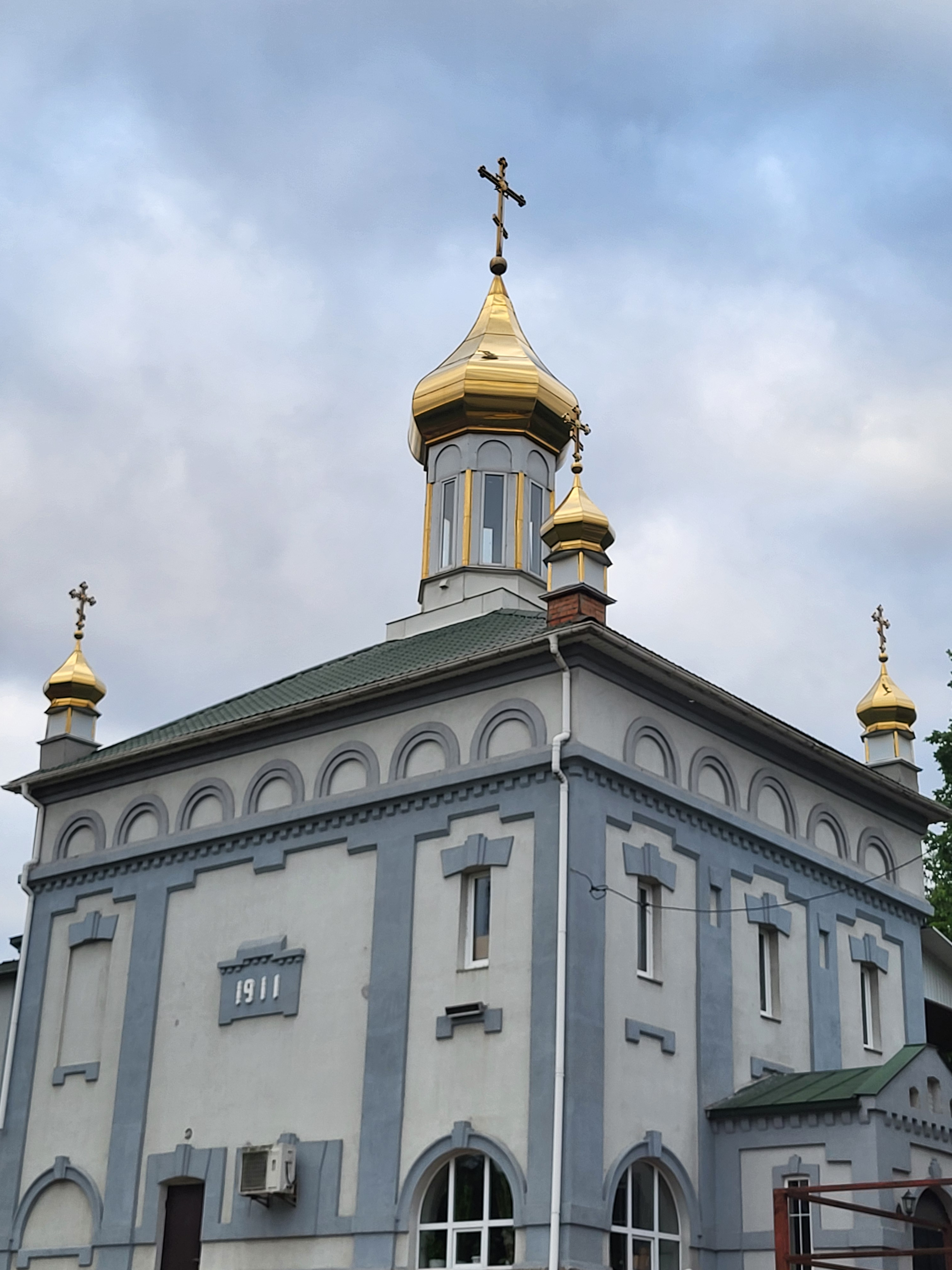
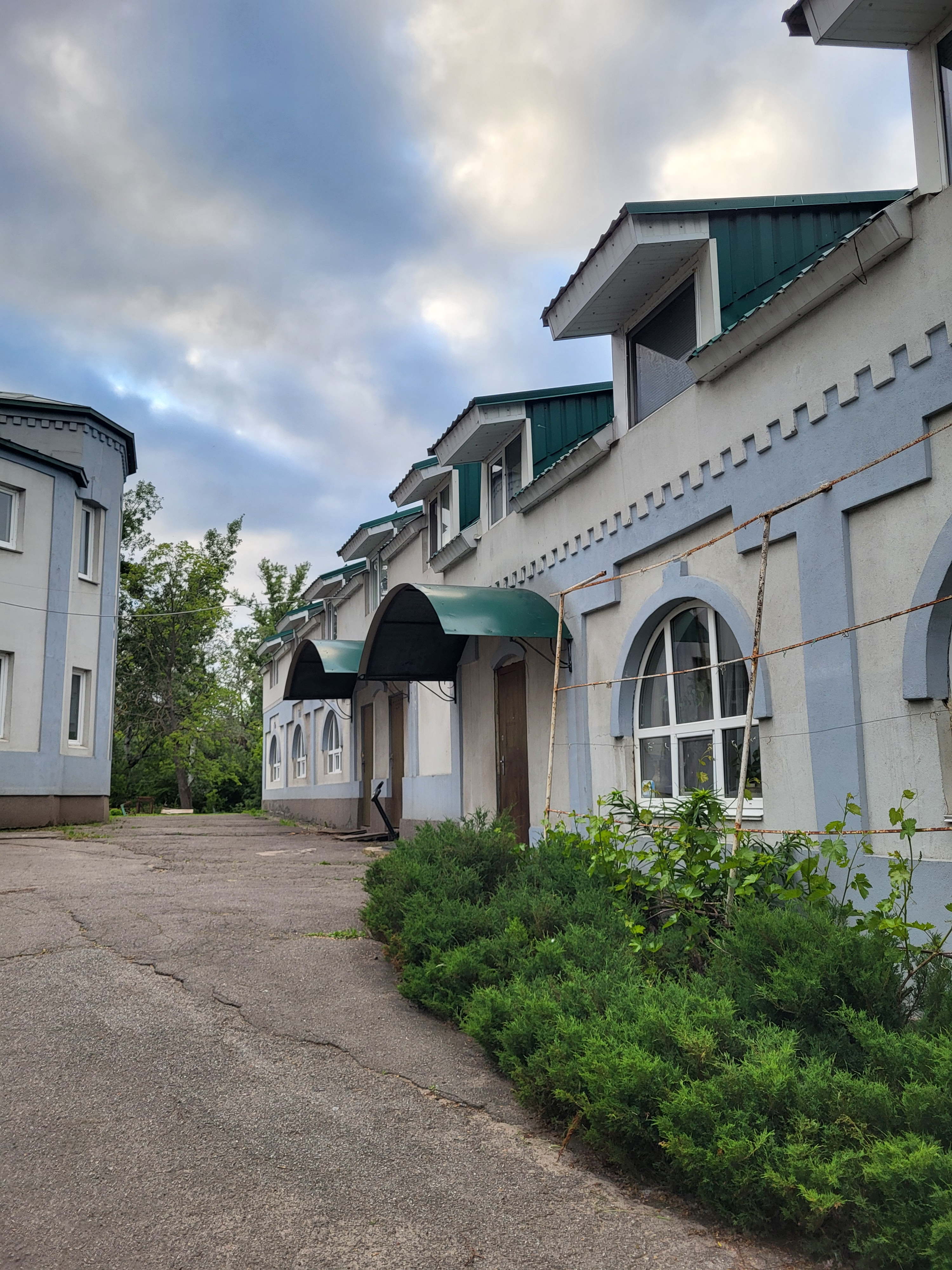
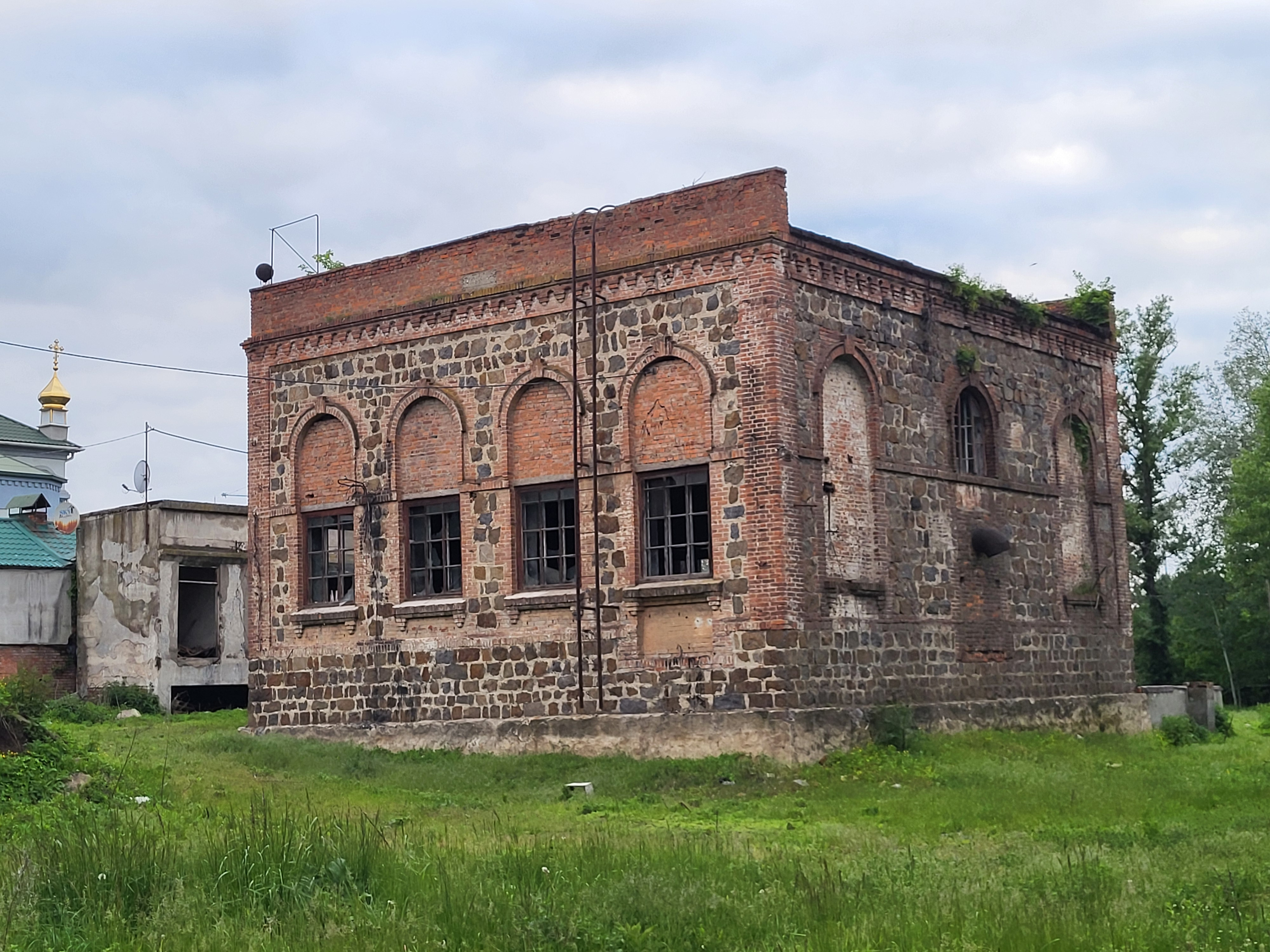
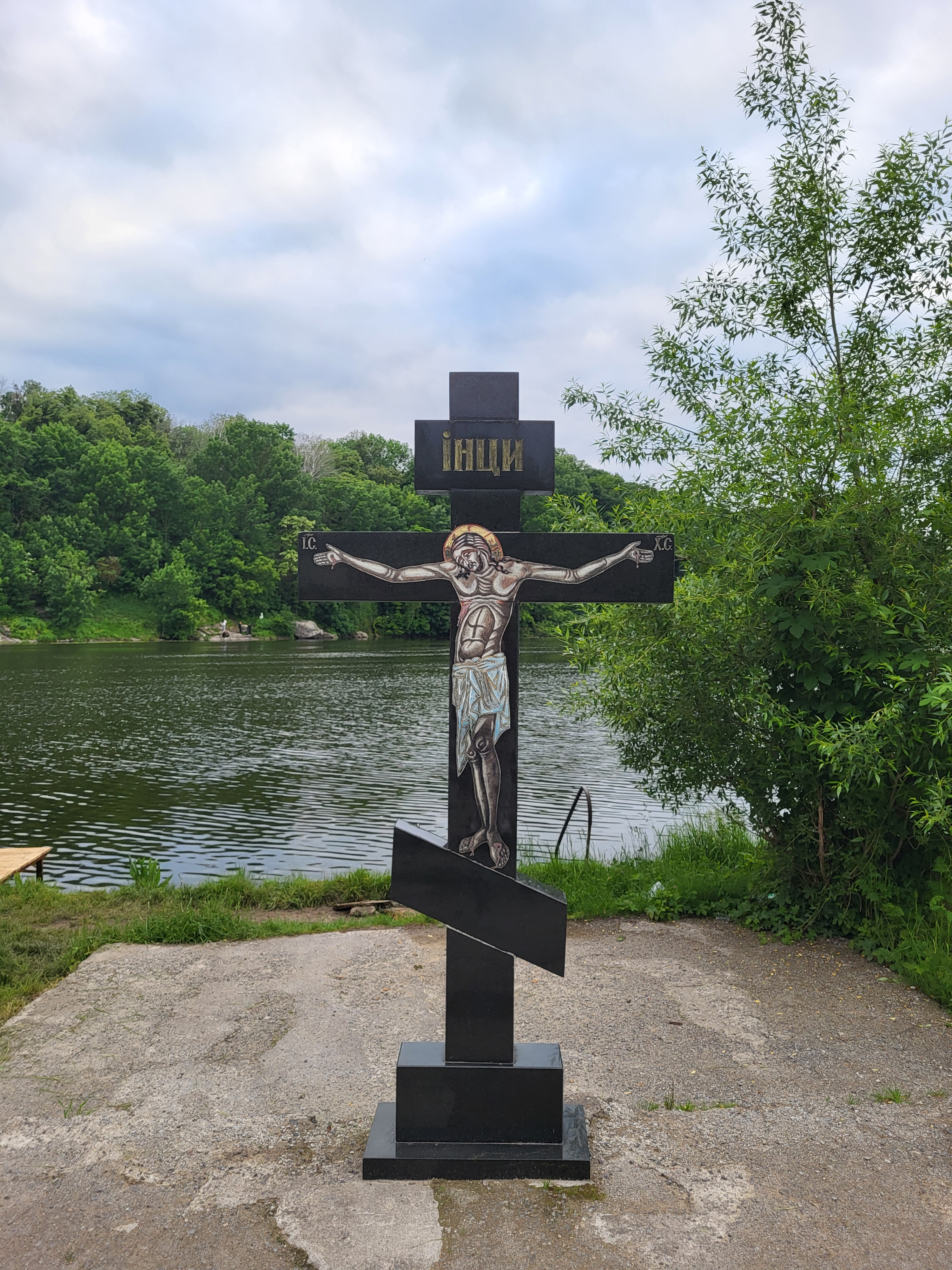
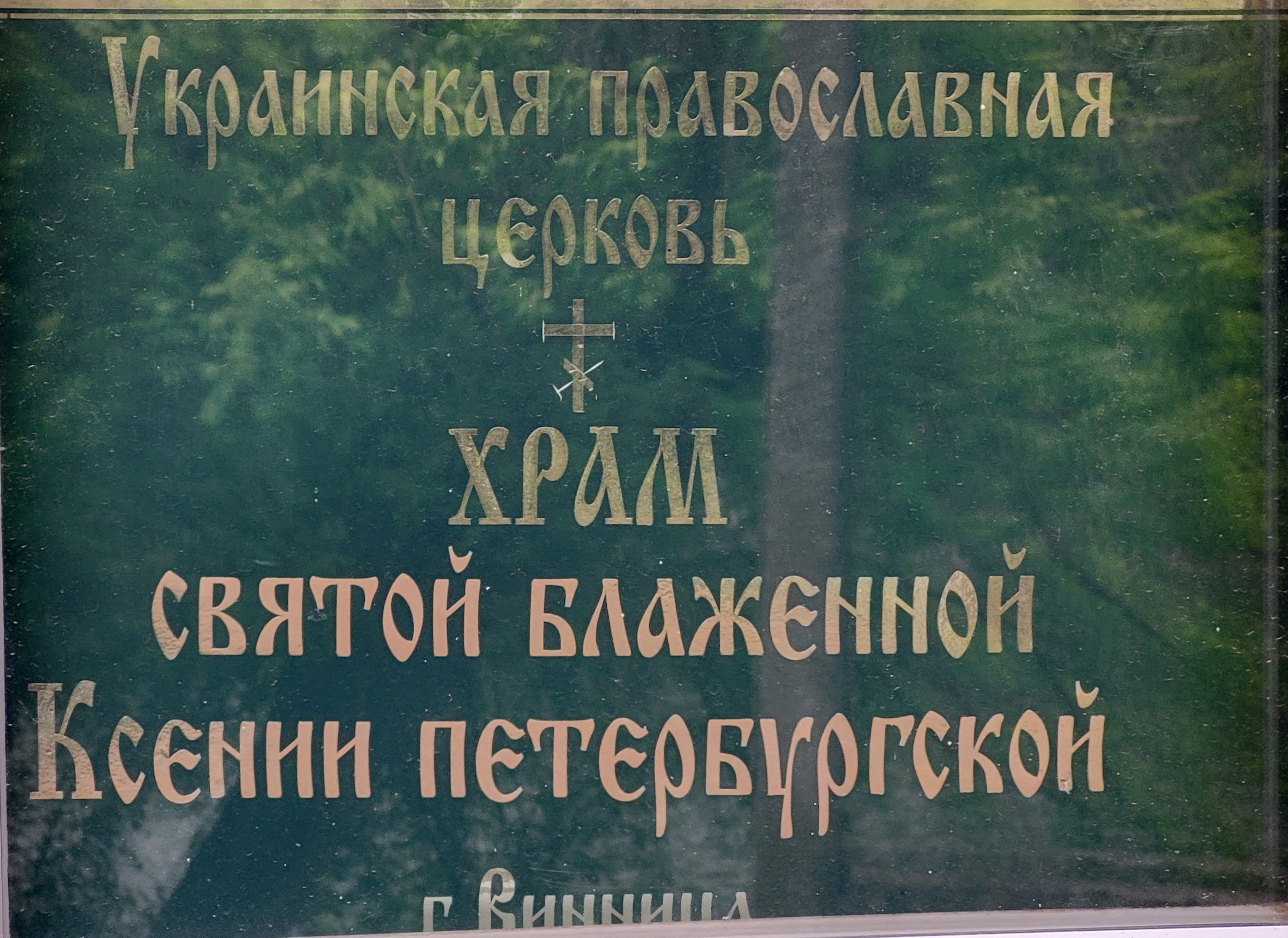
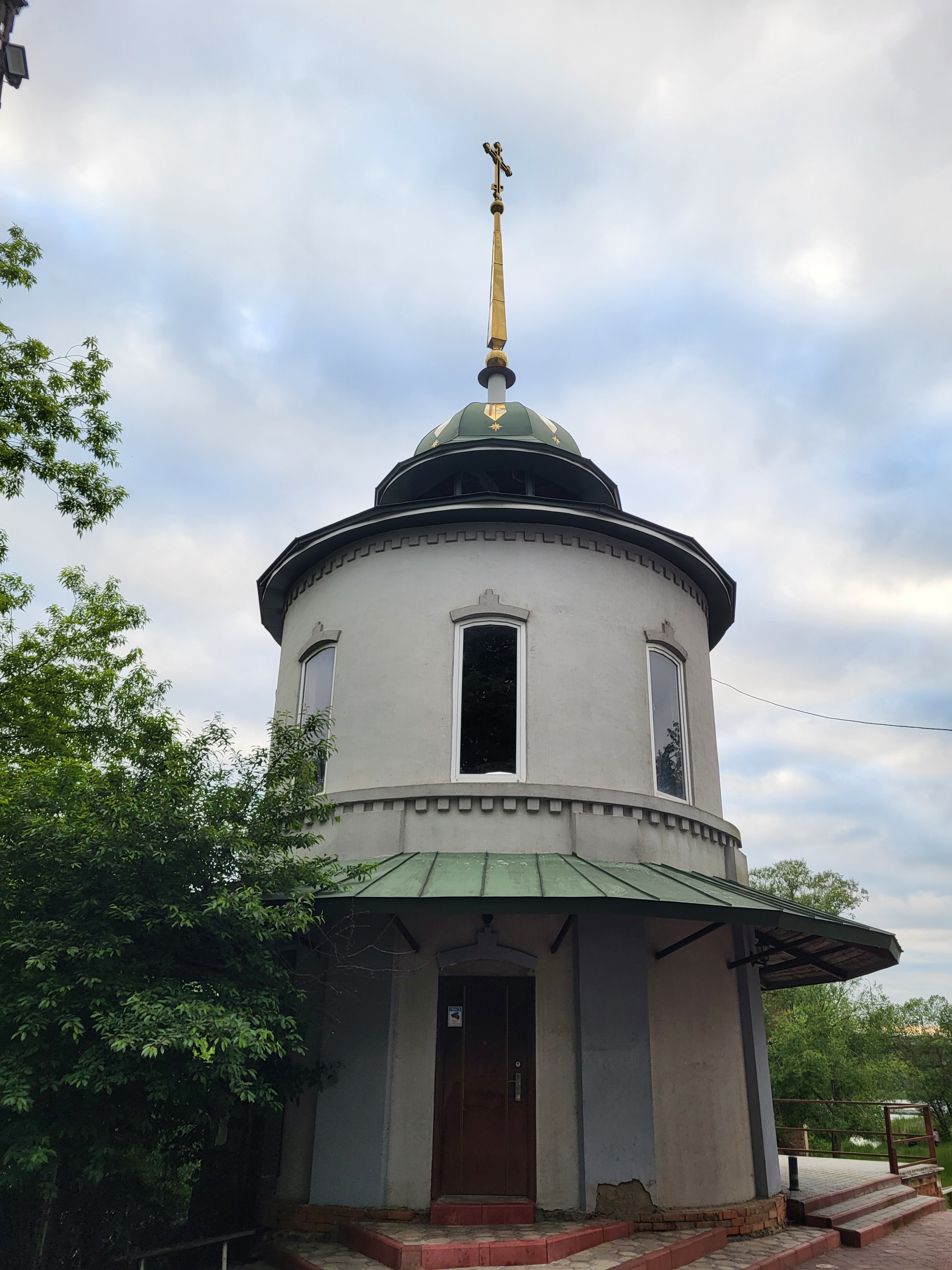
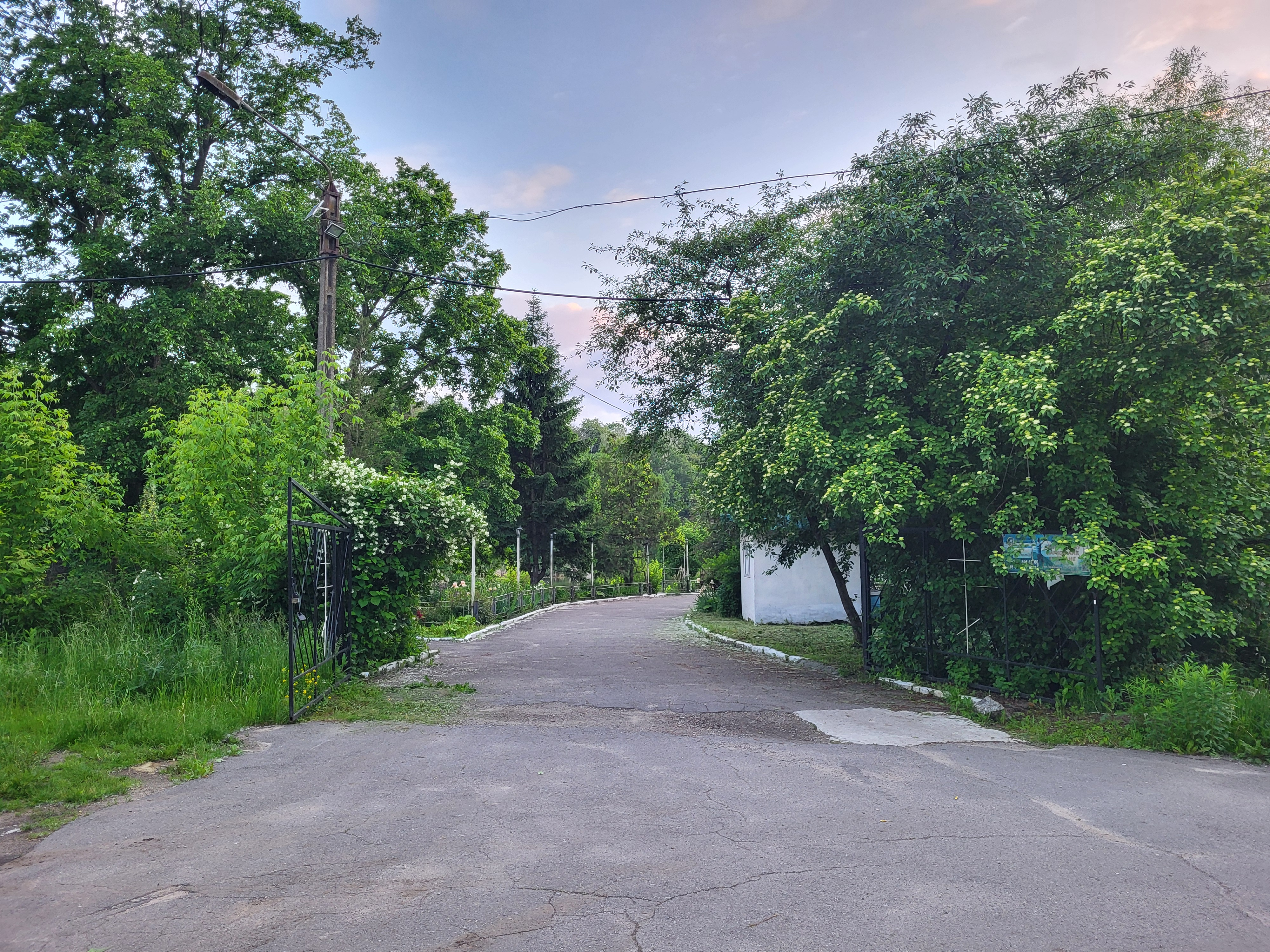
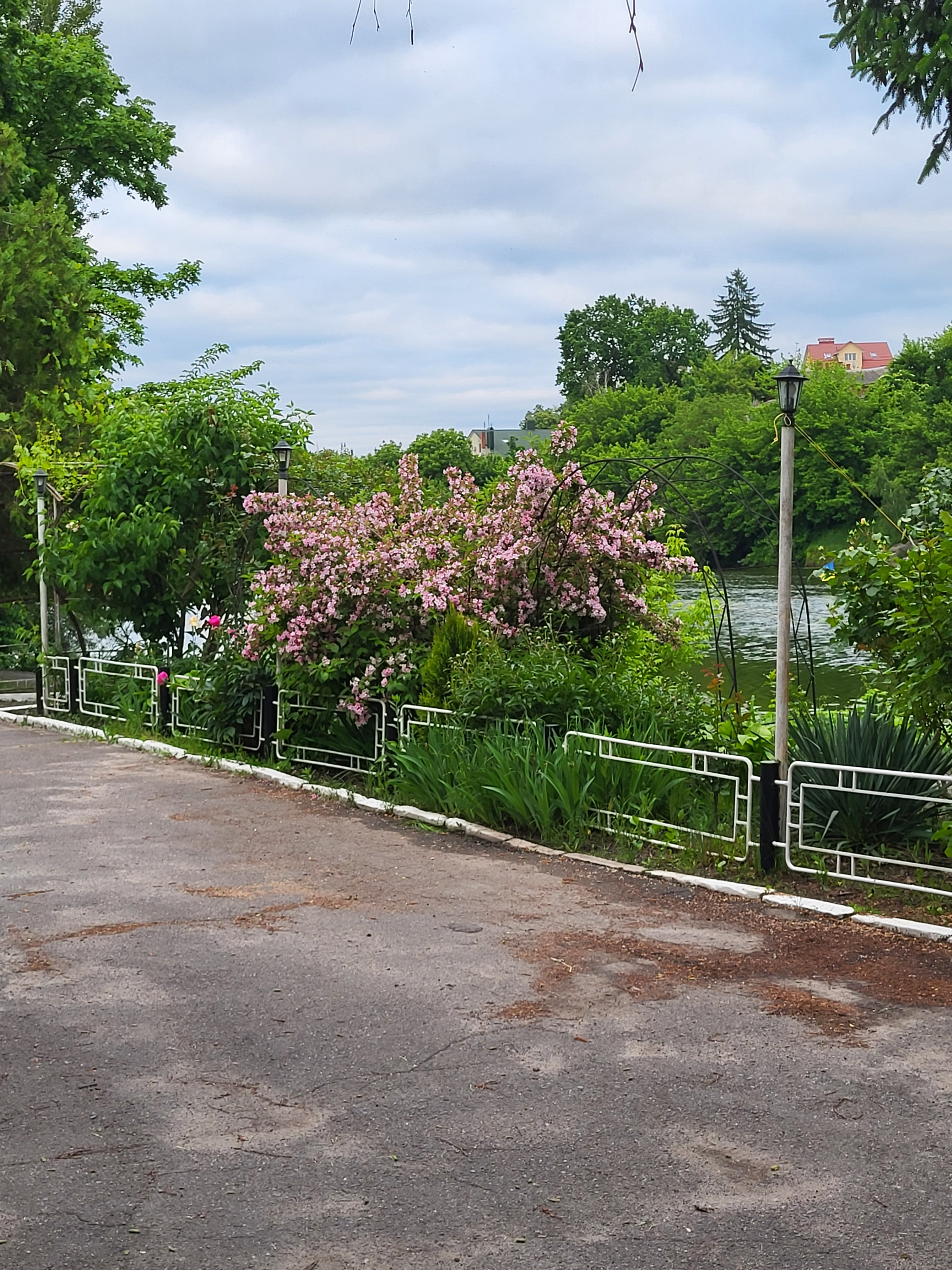